# آگولیس پایین
آگولیس پایین (به لاتین: Aşağı Əylis، به ارمنی: Ագուլիս) یک منطقه مسکونی در جمهوری آذربایجان است که در شهرستان اردوباد واقع شده است. آگولیس پایین ۱۰۰۷ نفر جمعیت دارد.

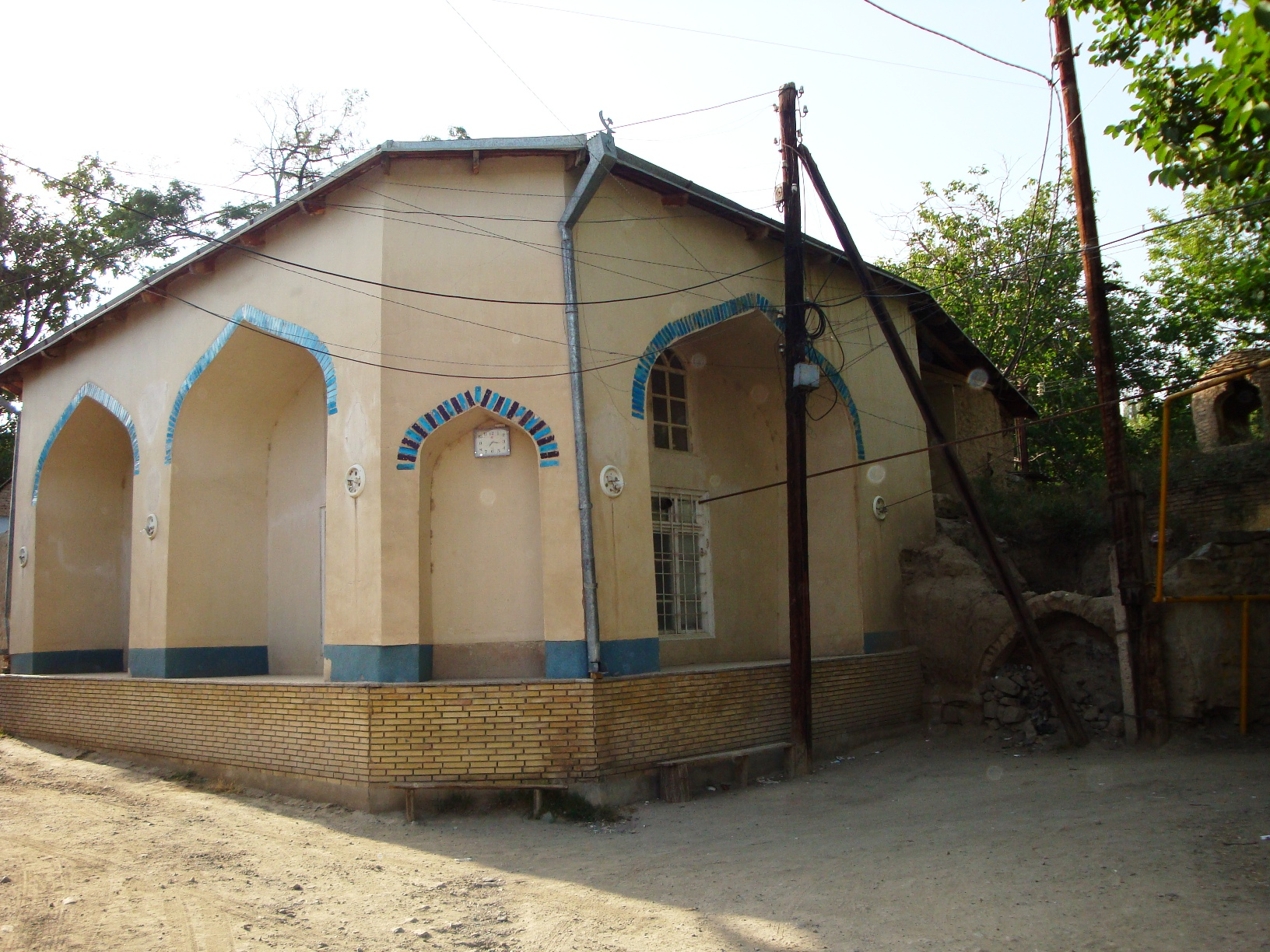
مسجدی در روستا